# Transylvania (album Nox Arcana)
Transylvania – czwarty album studyjny duetu muzycznego Nox Arcana. Wydany 21 października 2005 roku przez wytwórnię Monolith Graphics. Ten album to muzyczny hołd powieści Brama Stokera Drakula.

## Motyw
Duet wykorzystuje swoją koncepcję muzycznego opowiadania do przeprowadzenia słuchaczy poprzez rozdziały powieści – począwszy od podróży Jonathana Harkera do Karpat, przejażdżki czarnym powozem Drakuli oraz przybyciu na jego zamek, spotkaniu z narzeczonymi Drakuli, wypadzie do obozu cygańskiego, a także wprowadza do legowiska wampira.
Tak jak w przypadku poprzednich płyt, grafika broszury zaprojektowana została przez Josepha Vargo, z ilustracjami i cytatami Harkera i Van Helsinga. Strona internetowa zespołu oferuje także historyczne tło do inspiracji ich albumu.
Nox Arcana podjęła tę tematykę bardzo poważnie podczas komponowania muzyki do albumu. Transylvania został również wykorzystany do udźwiękowienia telewizyjnej edycji niemego filmu Nosferatu – symfonia grozy z 1922 roku.

## Lista utworów
| Nr  | Tytuł                                     | Czas |
| --- | ----------------------------------------- | ---- |
| 1.  | „Transylvania Overture”                   | 2:01 |
| 2.  | „The Voyage”                              | 2:54 |
| 3.  | „Gossamer Mist”                           | 2:39 |
| 4.  | „The Black Coach”                         | 2:35 |
| 5.  | „Sentinels of Stone”                      | 0:44 |
| 6.  | „Into the Shadows”                        | 2:59 |
| 7.  | „Castle Dracula”                          | 2:56 |
| 8.  | „Visitors in the Night”                   | 0:57 |
| 9.  | „Brides to Darkness”                      | 2:34 |
| 10. | „Grande Masquerade”                       | 4:14 |
| 11. | „Memento Mori”                            | 2:28 |
| 12. | „The Howling”                             | 1:20 |
| 13. | „Nocturne”                                | 2:55 |
| 14. | „Bats in the Belfry”                      | 0:35 |
| 15. | „Gothic Sanctum”                          | 2:43 |
| 16. | „Gypsy Caravan”                           | 4:13 |
| 17. | „From Dusk Till Dawn”                     | 0:53 |
| 18. | „Night of the Wolf”                       | 3:59 |
| 19. | „Echoes from the Crypt”                   | 2:37 |
| 20. | „Shadow Hunters”                          | 2:51 |
| 21. | „Lair of the Vampire”                     | 3:18 |
| 22. | „Sealing the Crypt” (hidden track)        | 0:44 |
| 23. | „Ordo Dracul, Ave Dracula” (hidden track) | 1:17 |